# Ľudovít Bortel
Ľudovít Bortel (24. srpna 1914 Hnúšťa – 1. března 2005 Bratislava) byl evangelický farář, člen partyzánského oddílu Jánošík a funkcionář.

## Život
Vystudoval gymnázium v Rimavské Sobotě a pro nedostatek finančních prostředků studoval ve třicátých letech Evangelickou teologickou fakultu (teologie v té době byla jediná vysoká škola, kde student mohl obdržet sociální stipendium). Od roku 1941 působil jako evangelický farář augsburského vyznání v Horné Lehotě v okrese Brezno. Pracoval v ilegalitě, od roku 1942 byl členem KSS. Organizátor a účastník Slovenského národního povstání (SNP) – pracoval jako spojka ilegálního V. Ústředního výboru KSS pro Horehroní a Gemer. Po potlačení SNP převedl skupinu asi sedmi pracovníků KSS, včetně Gustáva Husáka, z Donoval po hřebenu Nízkých Tater do Horné Lehoty a spolu se starostou obce zorganizoval jejich ilegální přechod na stanovená místa. Byl členem partyzánského oddílu Jánošík a 2. paradesantní brigády na Slovensku. Působil jako předseda ONV v Brezně (asi 1946–1949), předseda KNV v Banské Bystrici (1949–1954), zplnomocněnec SNR pro výkup na Slovensku, náměstek pověřence potravinářského průmyslu, pověřenec obchodu. V padesátých letech byl poslancem Slovenské národní rady. Od roku 1960 byl náměstkem ministra vnitřního obchodu ČSSR v Praze, se zaměřením na veřejné stravování a cestovní ruch. Od roku 1964 byl členem Mezinárodního svazu organizací cestovního ruchu (UIOTTO) za ČSSR, později místopředsedou UIOTTO. V letech 1973 až 1977 byl diplomatickým pracovníkem na československém velvyslanectví v Alžírsku.
V roce 1977 odešel do důchodu. Manželka Viera Bortelová, roz. Kusá, synové Ing. Ivan Bortel (1943–1970) a Ing. Boris Bortel (* 1946).